# Xavier de Montépin

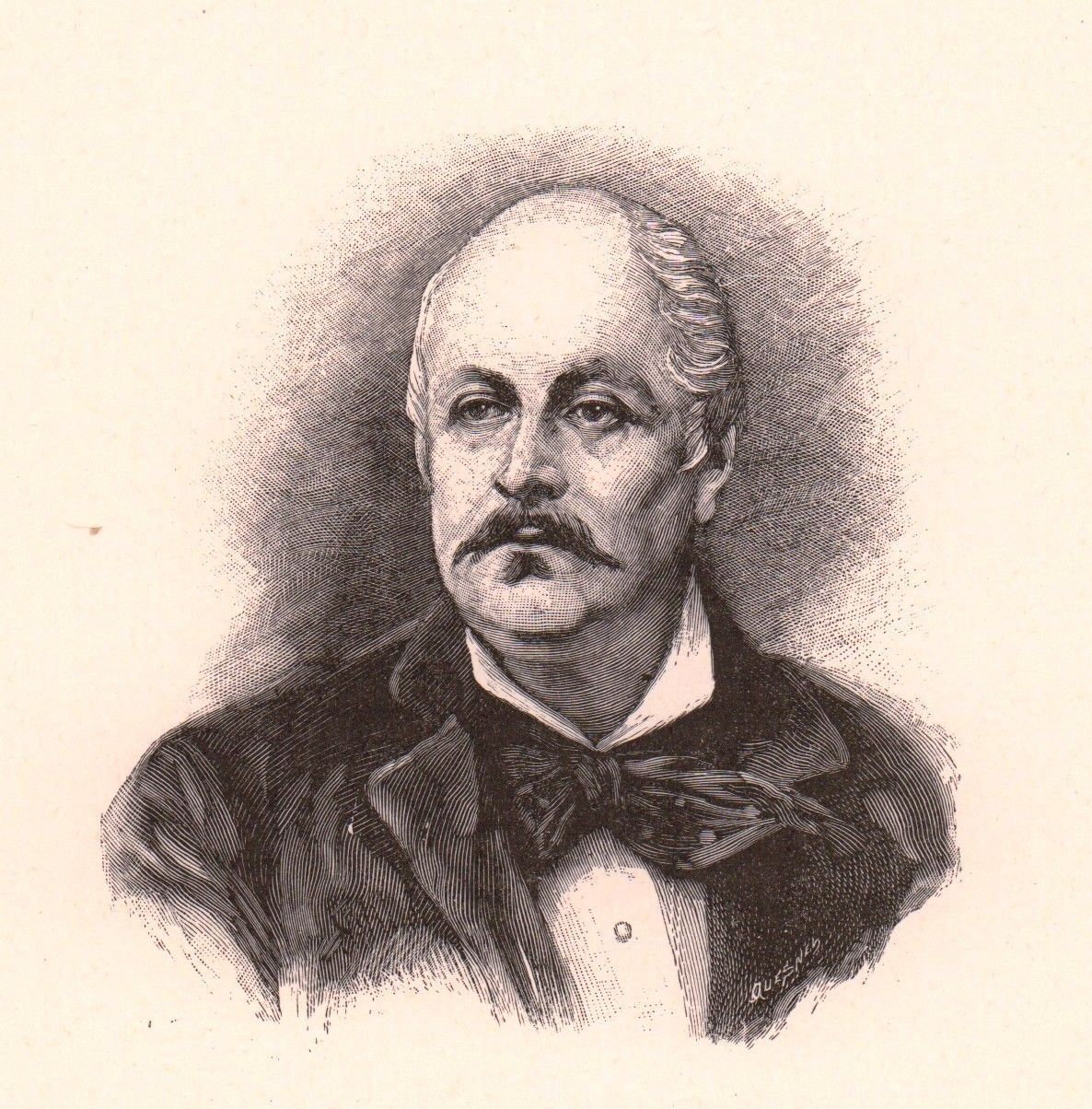
Xavier de Montépin

Xavier Henri Aymon Perrin de Montépin, född 10 mars 1823, död 30 april 1902, var en fransk greve och författare.
Montépin var en ryktbaraste och mest typiske representanten för följetongsromanen i Frankrike efter Eugène Sue. Han debuterade 1847 och utgav sedan under 40 års tid omkring 100 romaner, av vilka många dramatiserades och uppfördes på scenen. Montépins romaner blev flitig översatta till svenska, i synnerhet under 1870- och 1880-talen.